# Eumannia sicula
Eumannia sicula là một loài bướm đêm trong họ Geometridae.